# Elijah Lagat
Elijah Lagat (Saniak (Kapsabet), 19 juni 1966) is een voormalige Keniaanse langeafstandsloper, die met name succes heeft geboekt op de marathon.

## Biografie

### Ademhalingsproblemen
Lagat werkte in Kenia op het ministerie van onderwijs en begon begin 1992 na ademhalingsproblemen op aanraden van een arts af te vallen en te sporten. Begin 1993 begon hij regelmatig te lopen en verloor 15 kilo lichaamsgewicht. Toen kwamen ook de resultaten en besloot hij zich op het lopen te richten.

### Eerste internationale successen
In 1995 won Lagat de 25 km van Berlijn in 1:16.16 en hij behaalde hij zijn eerste internationale succes met een tweede plaats op de marathon van Frankfurt in 2:12.37. Een jaar later behoorde hij in Egmond aan Zee tot de deelnemers aan de halve marathon en gelijk maakte hij duidelijk, waarom hij was gekomen: in een tijd van 1:03.10 snelde hij naar de overwinning. In 1997 had hij dit laatste wapenfeit in Egmond graag herhaald, maar ditmaal zette zijn landgenoot John Kiprono, die al eerder in 1994 had gewonnen, hem de voet dwars en finishte hij als tweede in 1:05.08, een seconde achter Kiprono.

### Marathonprestaties
In 1998 won Lagat de marathon van Praag in een parcoursrecord van 2:08.52 en de marathon van Berlijn met een persoonlijk record van 2:07.41.
In 1999 voegde hij de Route du Vin aan zijn palmares toe.
In 2000 voltrok zich een spannend slot op de Boston Marathon. Elijah Lagat finishte een seconde voor Gezahegne Abera en drie seconden voor Moses Tanui. Lagat werd geselecteerd voor het olympisch team voor Sydney 2000. Kort daarna werd hij echter uit het team gezet. De verklaring die men hiervoor gaf was, dat hij niet bereid zou zijn om te trainen, terwijl anderen aanvoerden dat dit kwam, omdat hij kritiek had gehad op de sport-functionaris.

### Overtraind en einde atletiekloopbaan
Toen zijn teamgenoot Ondoro Osoro door autodieven in zijn nek werd geschoten, werd hem echter gevraagd om zich alsnog te voegen bij het olympisch team. Hoewel door het gedoe rond zijn olympische selectie zijn voorbereiding verre van ideaal was geweest, wilde hij toch laten zien dat hij wel degelijk met inzet trainde en bereidde hij zich bijzonder hard op de Spelen voor. Zo hard, dat hij in een overtrainde toestand geraakte en op de olympische marathon van Sydney uiteindelijk de finish niet haalde.
Het jaar erna liep Lagat weer de Boston Marathon en behaalde daar slechts een zeventiende plaats. Op de marathon van Madrid finishte hij ook teleurstellend als zevende. Daarna was zijn marathon-carrière ten einde.

## Persoonlijke records
| Onderdeel      | Prestatie | Datum             | Plaats       |
| -------------- | --------- | ----------------- | ------------ |
| halve marathon | 1:00.24   | 26 september 1999 | Grevenmacher |
| marathon       | 2:07.41   | 28 september 1997 | Berlijn      |

## Palmares

### 15 km
- 1998:  São Silvestre - 45.08

### 10 Eng. mijl
- 1996: 11e Dam tot Damloop - 47.24

### 25 km
- 1995:  25 km van Berlijn - 1:16.16

### halve marathon
- 1996:  halve marathon van Egmond - 1:03.09
- 1997:  halve marathon van Egmond - 1:05.08
- 1997:  halve marathon van Merano - 1:03.21
- 1999:  Route du Vin - 1:00.24

### marathon
- 1995:  marathon van Frankfurt - 2:12.37
- 1996: 7e marathon van Rotterdam - 2:11.54
- 1996: 19e New York City Marathon - 2:18.35
- 1997:  marathon van Berlijn - 2:07.41
- 1997:  marathon van Turijn - 2:09.19
- 1998:  marathon van Praag - 2:08.52
- 1998: 10e Chicago Marathon - 2:10.33
- 1999: 5e marathon van Parijs - 2:08.50
- 1999: 6e New York City Marathon - 2:09.59
- 2000:  Boston Marathon - 2:09.47
- 2000: DNF OS
- 2001: 17e Boston Marathon - 2:17.59
- 2001: 6e marathon van Madrid - 2:12.25